# Poludei
Poludei è un singolo della cantante bulgara Andrea, pubblicato il 31 dicembre 2015.

## Classifiche
| Classifica (2016)           | Posizione massima |
| --------------------------- | ----------------- |
| Bulgaria (Top 50 signal.bg) | 3                 |